# معهد التنوع البيولوجي والبحوث البيئية

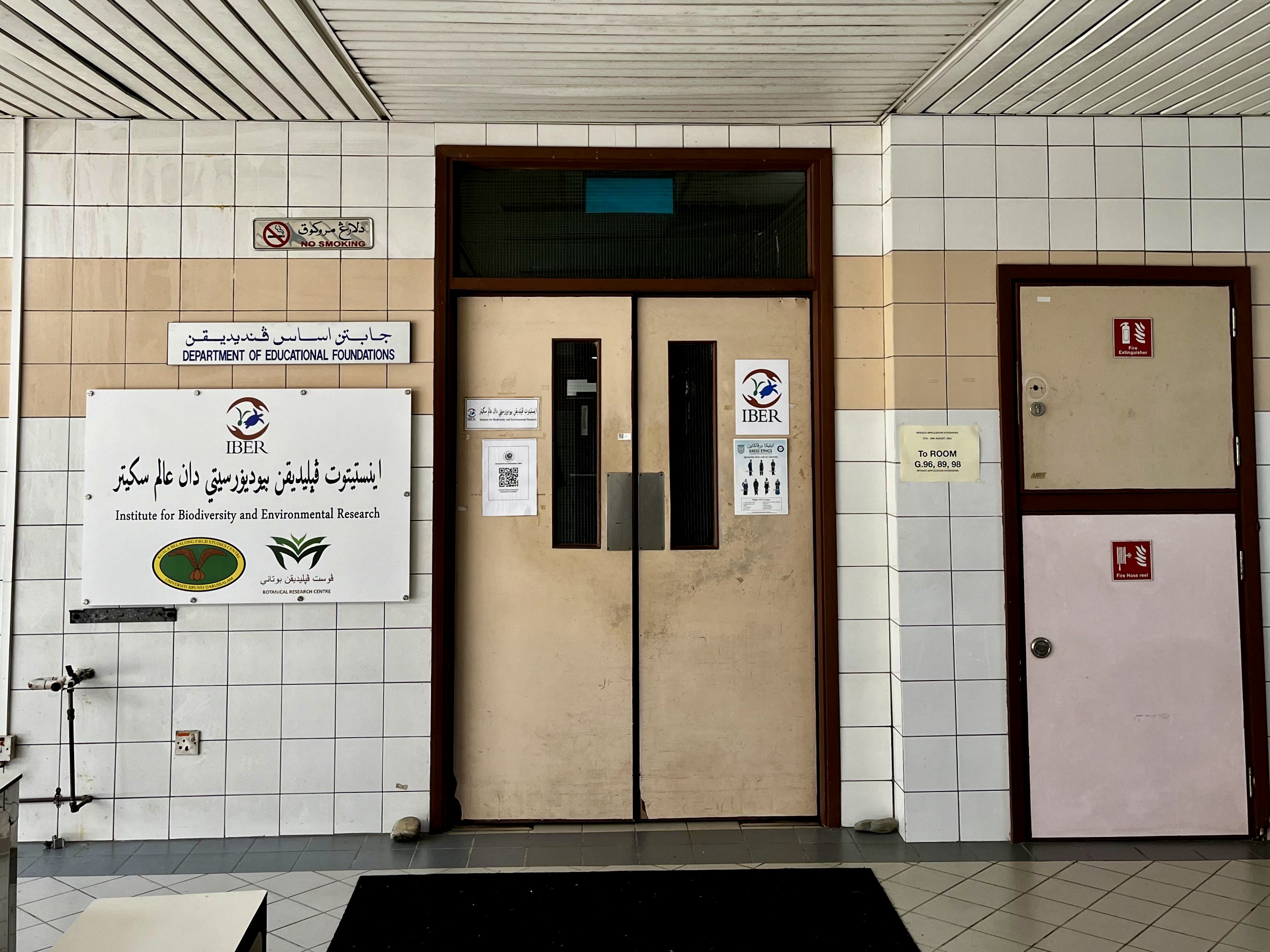
جامعة بروناي دار السلام في 30 أغسطس 2024، إحدى أبرز المؤسسات الأكاديمية في بروناي.

معهد التنوع البيولوجي والبحوث البيئية هو معهد للبحوث بجامعة بروناي دار السلام في بروناي. المعهد متخصص لبحوث وتعليم علوم البيئة والتنوع البيولوجي. يوفر موقع المعهد في شمال غرب بروناي فرصًا مواتية لإجراء دراسات طويلة الأجل في كل من النظم الإيكولوجية الأرضية والبحرية الاستوائية.

## التاريخ
كان التنوع البيولوجي والبيئي من نقاط القوة في جامعة بروناي دار السلام منذ تأسيسها في عام 1985. تم تطوير عدة برامج من خلال مشروع غابات بروناي المطيرة، وهو مشروع تعاوني بين الجامعة والجمعية الجغرافية الملكية نتج عنه إنشاء منشأة أبحاث ميدانية دائمة في حديقة أولو تامبورونج الوطنية باسم مركز دراسات كوالا بيلالونغ الميدانية، حيث تم تنفيذ بعثة علمية لمدة 14 شهرًا في الفترة من عام 1991 إلى عام 1992. منذ ذلك الحين اكتسب مركز دراسات كوالا اعترافًا محليًا ودوليًا كمركز لبحوث الغابات الاستوائية المطيرة والتعليم في بورنيو. شاركت جامعة بروناي في العديد من البعثات إلى مناطق الغابات داخل حدود جزيرة بورنيو بما في ذلك منطقة ساراواك، وقامت برحلات إلى غابات لانجاك إنتيمو وبايا ماغا، وعملت مسوحات للتنوع البيولوجي. بعد هذه الجهود المبذولة التي تحققت في مجال بحوث التنوع البيولوجي والبيئة، تم تأسيس معهد التنوع البيولوجي والبحوث البيئية في عام 2013 لمواصلة تطوير وتوسيع الآفاق والتعاون الدولي في استكشاف التنوع البيولوجي داخل بروناي دار السلام. تم الإعلان رسميًا عن إنشاء المعهد من قبل السلطان حسن البلقية سلطان بروناي دار السلام، ومستشارة جامعة بروناي دار السلام، في حفل النقابة رقم 25 في جامعة بروناي في 12 سبتمبر 2013.

## نطاق العمل
تم إنشاء معهد التنوع البيولوجي والبحوث البيئية كهيئة محورية داخل جامعة بروناي تعمل على تنسيق وتسهيل ودعم وتنفيذ أنشطة البحث أو التعليم والتوعية وعمل البرامج التي تخدم التنوع البيولوجي والنطاق البيئي سواء كان أرضي أو بحري. مركز دراسات كوالا بيلالونغ الميدانية كان سابقًا مركز أبحاث مستقل في جامعة بروناي، يدار الآن كمركز بحث وتعليمي دولي رئيسي لمعهد التنوع البيولوجي والبحوث البيئية، مع بقائه مركز أبحاث رئيسي في جامعة بروناي.

## الأبحاث
تعد بروناي دار السلام واحدة من أفضل عشر دول تحوي غابات في العالم، فهي تقع في الغابات الاستوائية الشمالية الغربية لجزيرة بورنيو المتنوعة جداً وعلى حافة كورال تراينجل. إدراكاً لنقاط القوة وبروز بروناي في التنوع البيولوجي، أصبح لدى الجامعة دراسات بيولوجية وحيوية تصنف كأحد مجالاتها البحثية الخمسة الرئيسية.
يتم تنفيذ التنوع البيولوجي والأبحاث البيئية في المعهد من خلال مشاريع البحوث الممولة من الجامعة والحكومة، وكذلك من خلال المشاريع الدولية. من المبادرات الرئيسية للمعهد تأسيس اتحاد دولي للجامعات لدراسة التنوع البيولوجي والبيئة، يجمع هذا الاتحاد مجموعة أساسية من الجامعات البحثية: كينجز كوليدج لندن، جامعة كوريا، جامعة موناش، جامعة سنغافورة الوطنية، جامعة بروني دار السلام، جامعة أوكلاند، جامعة بون، جامعة نورث كارولينا في تشابل هيل. باتت هذه الجامعات متحده في الهدف المشترك للبحوث والتعليم بشأن التنوع البيولوجي والبيئة.
المعهد لديه مساحات من الغابات الدائمة تقدر مجموعها بحوالي هكتار تقع في جميع أنحاء بروناي دار السلام. أنشئت هذه القطع في أوائل التسعينات، تقع خمس قطع أراضي في غابات ديبتيبوكراب المختلطة المنخفضة، وتقع قطعتي أرض في غابات كيراجانس. في عام 2007 بدأت الجامعة بالتعاون مع مركز علوم الغابات المدارية بجامعة هارفارد في إنشاء مخطط (UBD-CTFS) بمساحة 25 هكتارًا في مركز دراسات كوالا بيلالونغ الميدانية.

## التعليم والتواصل
مركز دراسات كوالا بيلالونغ الميدانية هو المرفق الأساسي للأنشطة التعليمية التي ينظمها معهد التنوع البيولوجي والبحوث البيئية. منذ تأسيسه عمل مركز دراسات كوالا كمكان لمختلف البرامج التعليمية والدورات الميدانية وورش العمل الميدانية التي يشارك فيها طلاب المرحلة الجامعية والثانوية. تشمل الموضوعات: التنوع البيولوجي للغابات الاستوائية المطرية والبيئة، والقضايا الناشئة لحفظ التنوع البيولوجي والاستدامة وتغير المناخ. «أصدقاء بيلالونج» هو برنامج توعية شرع فيه مركز دراسات كوالا وتم اعتماده حاليًا من قِبل معهد التنوع البيولوجي، وهو برنامج تطوعي يهدف إلى تعزيز التنوع البيولوجي والوعي البيئي وغرس قيم الحفظ بين العامة. يستقبل البرنامج المتطوعين المحليين والدوليين.